# NXT TakeOver: Chicago
L'édition Chicago de NXT Takeover est une manifestation de catch (lutte professionnelle) produite par World Wrestling Entertainment, une fédération de catch américaine, qui est diffusée et visible en streaming payant sur le WWE Network. Cet événement met en avant les membres de NXT, le club-école de la compagnie. L'événement s'est déroulé le 20 mai 2017 au Allstate Arena à Rosemont dans l'état de l'Illinois. Il s'agit du seizième événement de NXT TakeOver.

## Contexte
Les spectacles de la World Wrestling Entertainment (WWE) sont constitués de matchs aux résultats prédéterminés par les scénaristes de la WWE. Ces rencontres sont justifiées par des storylines – une rivalité avec un catcheur, la plupart du temps – ou par des qualifications survenues dans les shows de la WWE telles que Raw, SmackDown et NXT. Tous les catcheurs possèdent une gimmick, c'est-à-dire qu'ils incarnent un personnage gentil (Face) ou méchant (Heel), qui évolue au fil des rencontres. Un événement comme Chicago est donc un événement tournant pour les différentes storylines en cours,.

## Tableau des matchs
| Ordre par numéros                                                                         | Résultat | Stipulation(s)                                       | Temps |
| ----------------------------------------------------------------------------------------- | --- | ---------------------------------------------------- | ----- |
| 1                                                                                         | Roderick Strong bat Eric Young (avec Alexander Wolfe et Killian Dain)                                       | Match simple                                         | 13:45 |
| 2                                                                                         | Pete Dunne bat Tyler Bate (c)                                                                               | Match simple pour le WWE United Kingdom Championship | 15:27 |
| 3                                                                                         | Asuka (c) bat Ruby Riot et Nikki Cross                                                                      | Triple Threat match pour le NXT Women's Championship | 12:29 |
| 4                                                                                         | Bobby Roode (c) bat Hideo Itami                                                                             | Match simple pour le NXT Championship                | 17:44 |
| 5                                                                                         | The Authors of Pain (Akam et Rezar) (c) (avec Paul Ellering) battent DIY (Johnny Gargano et Tommaso Ciampa) | Ladder match pour les NXT Tag Team Championship      | 20:06 |
| La lettre C placée entre parenthèses désigne la personne ou l’équipe championne en titre. | |                                                      |       |